# Rouwkopzanger
De rouwkopzanger (Geothlypis tolmiei; synoniem: Oporornis tolmiei) is een zangvogel uit de familie Parulidae (Amerikaanse zangers).

## Verspreiding en leefgebied
Deze soort telt 2 ondersoorten:
- G. t. tolmiei: zuidoostelijk Alaska, westelijk Canada en de noordwestelijke Verenigde Staten.
- G. t. monticola: het zuidelijke deel van Centraal-Canada en de westelijk-centrale Verenigde Staten.